# 罗纳德·里维罗
罗纳德·里维罗（Ronald Rivero，1980年1月29日—），是一名玻利维亚足球运动员。

## 简介
罗纳德·里维罗在2006年开始効力于苏克雷大学三个赛季，其中在2008年里维罗被租借到东方石油，同年里维罗还首次入选了玻利维亚国家队后成为国家队主力球员。
2010年，里维罗转会到玻利维亚著名球队玻利瓦尔，而他在効力苏克雷大学和玻利瓦尔均代表球队参加过南美解放者杯。
2011年7月，里维罗代表国家队参加美洲杯期间，中国球队深圳红钻宣布与里维罗签下了一份为期半年的租借合同。里维罗在结束美洲杯赛事后火速驰援深陷保级泥潭的新东家，表现稳健出色颇具水准，但无力回天。由于不是特鲁西埃选定的球员，里维罗赛季结束后没有获得续约。